# Коротконіжка смугаста
Коротконіжка смугаста (Ablepharus bivittatus) — вид ящірок родини сцинкових (Scincidae). Один із 19 видів роду. Поширений у Західній і Центральній Азії. Мешканець аридних  передгір'їв та гір. Вид занесений до Бернської конвенції та інших природоохоронних документів.

## Етимологія
Українська назва роду пов'язана з відносно короткими і слаборозвиненими кінцівками ящірок.
Наукова назва виду складається з лат. «bi-» = два або подвійний і «vitta, -ae» = стрічка або смуга.
Назва на інших мовах: Two-streaked Snake-eyed Skink (англ.; дослівно «двосмуговий зміїноокий сцинк»); полосатый гологлаз (рос.).

## Опис
Дрібна ящірка завдовжки до 14 см. Самиці трохи більші за самців, довжина їх тіла (тулуба з головою — L.) сягає  61 мм, самців — до 56 мм. Хвіст (L.cd.) досить довгий: відношення  L./L.cd. складає 0,54—0,80. Хвіст ламкий, здатний до регенерації. Кінцівки відносно короткі, слаборозвинені, п'ятипалі. У результаті зростання верхньої й нижньої повік утворилась прозора оболонка. Вушний отвір досить малий, але в 2 рази ширший за ніздрю, розташовану в одному носовому щитку. Маса тіла до 2,5 г.

### Лускатий покрив
Тіло вкрите відносно великою, рибоподібною, гладенькою лускою. Навколо середини тулуба (Sq.) 22—26 лусок. Хвіст знизу вкритий одним поздовжнім рядом сильно розширених щитків. Голова вкрита парними і непарними щитками.  Міжщелепний щиток широко стикається з лобно-носовим. Передлобні щитки, як правило, стикаються один з одним й відокремлюють лобно-носовий щиток від лобного. Лобно-тім'яних щитків 2. Міжтім'яний щиток великий. Верхньогубних щитків 2. Загривкових щитків від 3 до 10 пар. Надочних щитків 3, рідко 4. Око оточене зернистою лускою. Перший ряд скроневих щитків складається з 3 щитків. 

### Забарвлення
Забарвлення верхньої частини  тіла оливково-коричневого або коричнево-бурого кольору з характерним бронзовим вилиском. Уздовж спини тягнуться 4 поздовжніх ряди білуватих рисок, які чергуються з 3 поздовжніми рядами білуватих рисок або слабо вираженими рядами бурих цяток. По боках тіла тягнуться дещо розмиті коричневі смуги. У період розмноження черево в самців набуває золотаво-помаранчевого або рожевого кольору, який поширюється на нижню поверхню голови і кінцівок; це забарвлення залишається до кінця липня,  а потім блякне.
Молоді ящірки зверху світло-кофейного або бежевого кольору. Спина однотонна, без малюнка. Від ніздрів через око і по боках тіла проходить по широкій чорній смузі, облямованій по краях білими лініями. На верхній стороні хвоста можуть бути дрібні світлі риски. Хвіст знизу блакитнувато-сизий.

## Поширення
Мешкає в Південній Вірменії, Південно-Східному Азербайджані, Східній Туреччині, Північно-Західному Ірані, Південному Туркменистані, а також на заході Афганістану.

## Місця проживання
Населяє сухі, сильно кам'янисті схили, порослі колючими подушкоподібними астрагалами та іншими ксерофітами, які утворюють рослинні угруповання типа фригани. Значно рідше трапляється серед каміння на трав'янистих схилах, а також на південних узліссях лісів та чагарникових заростей. У Південно-Східному Азербайджані населяє окремі ділянки кам'янистої напівпустелі з характерною ксерофітною рослинністю. У гори піднімається до висоти 3600 м н. р. м.
У Північній Вірменії на ділянці площею 100 м² на початку червня нараховували до 17 ящірок. На такій же площі в Азербайджані в кінці травня було пораховано 12 особин.

## Особливості біології
Ведуть досить потаємний спосіб життя. Після зимівлі з'являються в квітні — на початку травня. У цей час вони активні в середині дня, з потеплінням трапляються протягом всього дня, за рухами нагадуючи швидких маленьких змійок. На початку літа переходять на двопіковий (вранці і ввечері) тип активності. У середині й кінці літа, коли гірські схили сильно нагріваються і висихають, ящірки майже увесь час не виходять із схованок під камінням і тому не потрапляють на очі. Ухід на зимівлю відбувається, як правило, у першій половині жовтня. Молоді уходять на зимівлю значно пізніше дорослих особин.
Парування відбувається в травні — червні. У кінці травня — червні відбувається відкладання яєць. Їх у кладці зазвичай 4—5. Через 2 місяці (у серпні — вересні) з яєць вилуплюються дитинчата, довжиною тіла 36—40 мм. Вони довгий час тримаються біля місць кладок, створюючи досить щільні скупчення. Статева зрілість настає навесні другого року життя.
Коротконіжки живляться переважно комахами та їх личинками, а також іншими дрібними безхребетними.

## Охорона
Стан більшості природних популяцій виду в межах ареалу залишається більш-менш стабільним. Саме тому він, згідно Червоного списку МСОП, отримав охоронний статус «відносно благополучний вид». Але в окремих регіонах спостерігається тенденція до зниження чисельності популяції виду. Тому коротконіжка смугаста занесена до Додатку III Бернської конвенції (охоронна категорія: підлягає охороні), а також до Червоної книги Вірменії.